# Julia Hartwig
Pour les articles homonymes, voir Hartwig.
Compléments
,
Julia Hartwig-Międzyrzecka, née à Lublin (Pologne) le 14 août 1921 et morte le 14 juillet 2017 à Gouldsboro en Pennsylvanie (États-Unis), est une écrivaine, poétesse, traductrice (notamment de textes littéraires français), auteur d'essais et auteur de livres pour enfants polonaise.

## Biographie

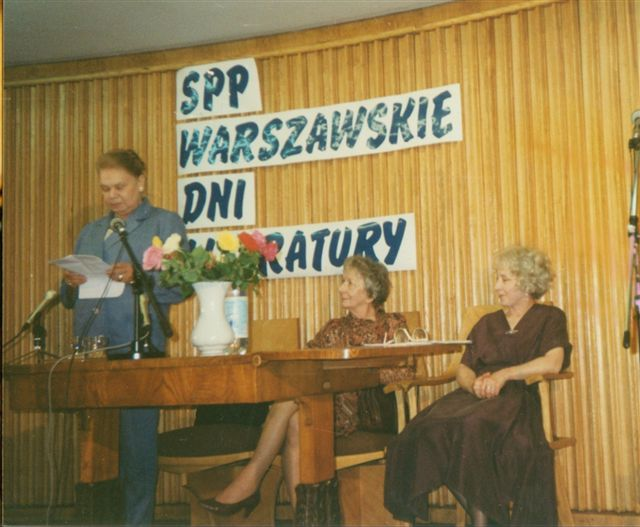
Julia Hartwig, Wisława Szymborska et Anna Polony au cours d'une réunion de l'Association des écrivains polonais à Varsovie, 8 mai 1993.

### Jeunesse et formation
Julia est née à Lublin. Elle étudie la littérature française et polonaise à l'Université de Varsovie puis poursuit ses études à l'Université catholique Jean-Paul II de Lublin.

### Carrière
Julia publie en 1954 un recueil de poésie intitulé Z niedalekich podróży. Un deuxième recueil, Pożegnania est publié en 1956.

## Distinctions
- Prix ZAiKS, 1976
- Prix de la Fondation d'Hautvillers pour le dialogue des cultures
- Prix de traduction (France), 1978
- Prix du PEN Club polonais, 1979 et 1997
- Prix Wilder (États-Unis), 1986
- Officier de l'ordre Polonia Restituta, 1997
- Prix du ministre polonais de la Culture pour l'ensemble de son œuvre, 2001
- Médaille d'or du Mérite culturel polonais Gloria Artis, 2005
- Chevalier de la Légion d'honneur, 2008[4]
- Grand-croix de l'ordre Polonia Restituta, 2011[5]

Quatre fois nommée pour le prix littéraire NIKE.

## Œuvres
- Z niedalekich podróży (reportage; LSW 1954)
- Pożegnania (poésie ; Czytelnik 1956)
- Jaś i Małgosia (pour les enfants ; avec Artur Międzyrzecki ; première au Théâtre Komedia 1961; édité sous le titre: Bajki zza kurtyny, Centralny Ośrodek Metodyczny Upowszechniania Kultury 1972, avec un texte de Aleksander Rymkiewicz)
- Pierwsze przygody Poziomki (pour les enfants ; avec Artur Międzyrzecki; Nasza Księgarnia 1961; puis sous le titre Przygody Poziomki: Nasza Księgarnia 1967)
- Tomcio Paluch (pour les enfants ; avec Artur Międzyrzecki ; première au Théâtre Komedia  1962)
- Apollinaire (monographie ; PIW 1962, 1964, 1972; trad. tchèque: Odeon 1966, trad. hongroise: Gondat 1968, trad. russe: Progress 1971, trad. en français : Mercure de France 1972)
- Pan Nobo. Dalsze przygody Poziomki (pour les enfants ; avec Artur Międzyrzecki ; Nasza Księgarnia 1964; sous le titre Przygody Poziomki: Nasza Księgarnia 1967)
- Wielki pościg ((pour les enfants ; avec Artur Międzyrzecki ; Nasza Księgarnia 1969)
- Wolne ręce (poésie ; PIW 1969)
- Zguba Michałka (pour les enfants; Nasza Księgarnia 1969)
- Dwoistość (poésie ; Czytelnik 1971)
- Gérard de Nerval (monographie ; PIW 1972)
- Czuwanie (poésie; Czytelnik 1978)
- Chwila postoju (miniatures poétiques ; Wydawnictwo Literackie 1980,  (ISBN 83-08-00323-0))
- Dziennik amerykański (esquisses ; Państwowy Instytut Wydawniczy 1980,  (ISBN 83-06-00407-8))
- Wybór wierszy (Czytelnik 1981,  (ISBN 83-07-00241-9))
- Poezje wybrane (collection : "Biblioteka Poetów"; LSW 1983,  (ISBN 83-205-3515-8))
- Obcowanie (poésie ; Czytelnik 1987,  (ISBN 83-07-01608-8))
- Czułość (poésie; Znak 1992,  (ISBN 83-7006-031-5))
- Żelazowa Wola photos : Edward Hartwig, Ewa Hartwig-Fijałkowska, texte : Julia Hartwig; Voyager 1993,  (ISBN 83-85496-19-X))
- Nim opatrzy się zieleń (choix de poésie ; Znak 1995,  (ISBN 83-7006-326-8))
- Jak długo trwać będą dawne imiona (Przemyśl: Gdzie Indziej 1996)
- Lżejszym głosem: wiersze z różnych lat (Bis 1998,  (ISBN 83-87082-43-0))
- Zobaczone (poésie ; a5 1999,  (ISBN 83-85568-40-9))
- Przemija postać świata (choix de poésie; Prószyński i S-ka 1999,  (ISBN 83-7180-448-2))
- Zawsze od nowa: 100 wierszy (choix de poésie; Twój Styl 1999,  (ISBN 83-7163-147-2))
- Wybór wierszy (collection: "Złota Kolekcja Poezji Polskiej"; Państwowy Instytut Wydawniczy 2000,  (ISBN 83-06-02758-2))
- Zawsze powroty - dzienniki podróży (Sic! 2001,  (ISBN 83-86056-77-0); 2e édition revue et corrigée sous le titre Zawsze powroty. Z dzienników podróży, Sic! 2005,  (ISBN 83-88807-75-7))
- Nie ma odpowiedzi (poésie ; Sic! 2001,  (ISBN 83-86056-98-3))
- Pięć wierszy (Wydawnictwo Uniwersytetu Marii Curie-Skłodowskiej 2002,  (ISBN 83-227-1898-5))
- Wiersze amerykańskie (Sic! 2002,  (ISBN 83-88807-05-6))
- Błyski (poezje; Sic! 2002,  (ISBN 83-88807-21-8)) 
  - Dans ce recueil ("Les Lueurs") elle a créé la forme autonome d'un bloc-notes poétique.
- Mówiąc nie tylko do siebie. Poematy prozą (avec un CD avec la voix de la poète ; Sic! 2003,  (ISBN 9788388807329))
- Bez pożegnania (poezje; Sic! 2004,  (ISBN 83-88807-60-9); Nommé pour le pl:Śląski Wawrzyn Literacki, luty 2005 r.)
- Pisane przy oknie (chroniques ; Biblioteka "Więzi" [t. 156] 2004,  (ISBN 83-88032-67-4))
- W objęciach świata (choix de poésie; Anagram 2004,  (ISBN 83-86086-70-X))
- Zwierzenia i błyski (choix de poésie et de prose; Sic! 2004,  (ISBN 83-88807-45-5))
- Wybrańcy losu (essais, souvenirs; Sic! 2006,  (ISBN 83-88807-99-4))
- Podziękowanie za gościnę, 2006)  (ISBN 978-83-7453-707-0)
  - Ce livre Merci pour l’hospitalité, est dédié à la France
- To wróci (Sic! 2007,  (ISBN 978-83-60457-44-3))
- Trzecie błyski (Sic! 2008)
- Jasne niejasne (poésie; a5 2009)

## Traductions (sélection)

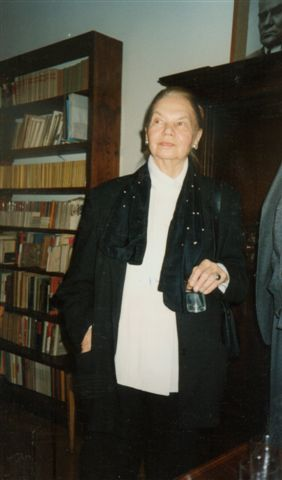
Julia Hartwig au Polski PEN Club à Varsovie, 9 décembre 1996

- Elsa Triolet, Les Amants d'Avignon Kochankowie z Avignonu i inne opowiadania (Czytelnik 1949)
- Louis Aragon, Les Communistes Komuniści t. I-V (tłumaczenie zbiorowe; Czytelnik 1950-1951)
- Théophile Gautier (fils), Les Aventures du baron de Münchhausen Przygody barona Münchhausena (illustr. Gustave Doré; Książka i Wiedza 1951, Wydawnictwa Artystyczne i Filmowe 1991,  (ISBN 83-221-0569-X))
- Jean Marcenac, La Beauté du diable racontée Urok szatana (Książka i Wiedza 1951)
- Denis Diderot, Écrits philosophiques (choix) Wybór pism filozoficznych (avec Julian Rogoziński; Państwowy Instytut Wydawniczy 1953; De Agostini Polska 2003,  (ISBN 83-7316-116-3),  (ISBN 83-7316-000-0))
- Jean Le Rond d'Alembert, Introduction à l'Encyclopédie Wstęp do Encyklopedii (série : Bibliothèque des classiques de la philosophie; introduction et notes de Tadeusz Kotarbiński; Polska Akademia Nauk, Komitet Filozoficzny; Państwowe Wydawnictwo Naukowe 1954)
- Blaise Cendrars, Poésies Poezje (avec Adam Ważyk, Państwowy Instytut Wydawniczy 1962)
- Guillaume Apollinaire, Le Poète assassiné Poeta zamordowany (avec Artur Międzyrzecki; Wydawnictwo Literackie 1966, 1976, 1993,  (ISBN 83-08-02485-8))
- Claude Roy, Ładny kwiat (Nasza Księgarnia 1968)
- Ja to ktoś inny. Correspondance d'Arthur Rimbaud (avec Artur Międzyrzecki; choix et traduction; Czytelnik 1970)
- Jules Supervielle, Piękna z lasu (Féerie en trois actes) ("Dialog" nr 4-5/1972)
- Guillaume Apollinaire, Nowe przekłady (avec Artur Międzyrzecki; Wydawnictwo Literackie 1973)
- Guillaume Apollinaire, Listy do Madeleine (a rédigé l'introduction ; Wydawnictwo Literackie 1974, 1977)
- Blaise Cendrars, Poezje wybrane (avec Adam Ważyk, Ludowa Spółdzielnia Wydawnicza 1977)
- Guillaume Apollinaire, Piosenka niekochanego i inne wiersze (traduction,édition et avant-propos ; avec Artur Międzyrzecki; Wydawnictwo Literackie, 1994,  (ISBN 83-08-02548-X))
- Marianne Moore, Wiersze wybrane (avec Ludmiła Marjańska ; sélection et avant-propos de Ludmiła Marjańska ; Państwowy Instytut Wydawniczy 1980,  (ISBN 83-06-00387-X))
- Correspondance de Frédéric Chopin avec George Sand et ses enfants Korespondencja Fryderyka Chopina z George Sand i z jej dziećmi [t. I/II] (trad. des textes français; édit. Krystyna Kobylańska; Państwowy Instytut Wydawniczy 1981,  (ISBN 83-06-00326-8) [2 t.])
- Max Jacob, Poèmes en prose Poematy prozą (sélection, traduction et postface ; avec Adam Ważyk ; Wydawnictwo Literackie 1983,  (ISBN 83-08-00657-4))
- Robert Bly, Jadąc przez Ohio i inne wiersze (sélection, introdiction et traduction ; Państwowy Instytut Wydawniczy 1985,  (ISBN 83-06-01263-1))
- Pierre Reverdy, Poezje wybrane (traduction, choix et introduction ; Państwowy Instytut Wydawniczy 1986,  (ISBN 83-06-01346-8))
- Guillaume Apollinaire, Wiersze miłosne (avec Artur Międzyrzecki; Pavo 1992,  (ISBN 83-900340-2-6))
- Opiewam nowoczesnego człowieka. Antologia poezji amerykańskiej: wiersze amerykańskie od Poego, Walt Whitman et Emily Dickinson do poetów dzisiejszych (choix et traduction ; avec Artur Międzyrzecki; trad. de Stanisław Barańczak; RePrint, Res Publica 1992,  (ISBN 83-85343-25-3))
- Allen Ginsberg, Znajomi z tego świata (avec Artur Międzyrzecki, Andrzej Szuba et Piotr Sommer; il. Wojciech Kołyszko;  Wydawnictwo M, Biblioteka "Nagłosu" 1993,  (ISBN 83-85541-93-4))
- Gottfried August Bürger, Przygody barona Münchhausena (ilustr. Elżbieta Śmietanka-Combik; Kalliope 1996,  (ISBN 83-85549-46-3))
- Guillaume Apollinaire, Wiersze i listy miłosne (sélection et introduction  Anna Janko; traduction collective; Prószyński i S-ka 1998,  (ISBN 83-7180-358-3))
- Dzikie brzoskwinie: antologia poetek amerykańskich (sélection et traduction Julia Hartwig, Stanisław Barańczak i in.; Sic! 2003,  (ISBN 83-88807-26-9))
- Eugène Delacroix, Dzienniki. Cz. 1, (1822-1853) (avec Joanna Guze; Słowo/Obraz Terytoria 2003,  (ISBN 83-89405-46-6))
- Henri Michaux, Seans z workiem oraz inne rady i przestrogi (sélection traduction et postface ; Sic! 2004,  (ISBN 83-88807-40-4))
- Sylvia Plath, Poezje wybrane (avec Jane Rostworowski et Teresa Truszkowska; 2e édition revue et corrigée ; Wydawnictwo Literackie 2004,  (ISBN 83-08-03583-3))
- William Carlos Williams – Spóźniony śpiewak, "Biuro Literackie", Wrocław 2009